# Liste der Biografien/Salb
Liste der Biografien |
Portal Biografien |
Personensuche
# |
A |
B |
C |
D |
E |
F |
G |
H |
I |
J |
K |
L |
M |
N |
O |
P |
Q |
R |
S |
T |
U |
V |
W |
X |
Y |
Z |
?
 
Sa |
Sb |
Sc |
Sd |
Se |
Sf |
Sg |
Sh |
Si |
Sj |
Sk |
Sl |
Sm |
Sn |
So |
Sp |
Sq |
Sr |
Ss |
St |
Su |
Sv |
Sw |
Sy |
Sz
 
Saa |
Sab |
Sac |
Sad |
Sae |
Saf |
Sag |
Sah |
Sai |
Saj |
Sak |
Sal |
Sam |
San |
Sao |
Sap |
Saq |
Sar |
Sas |
Sat |
Sau |
Sav |
Saw |
Sax |
Say |
Saz
 
Sala |
Salb |
Salc |
Sald |
Sale |
Salf |
Salg |
Salh |
Sali |
Salj |
Salk |
Sall |
Salm |
Saln |
Salo |
Salp |
Salq |
Sals |
Salt |
Salu |
Salv |
Salw |
Saly |
Salz
Die Liste der Biografien führt alle Personen auf, die in der deutschsprachigen Wikipedia einen Artikel haben. Dieses ist eine Teilliste mit 14 Einträgen von Personen, deren Namen mit den Buchstaben „Salb“ beginnt.

## Salb
- Salb, Wilhelm (1864–1934), deutscher Verwaltungsjurist und Bezirksoberamtmann

### Salba
- Salbach, Clara (1861–1944), deutsche Schauspielerin
- Salbach, Margarete (1926–2005), deutsche Schauspielerin und Hörspielsprecherin

### Salbe
- Salbeck, Josef (* 1956), deutscher Chemiker
- Salber, Herbert (* 1954), deutscher Diplomat
- Salber, Linde (1944–2024), deutsche Psychologin, Autorin und Malerin
- Salber, Wilhelm (1928–2016), deutscher Psychologe und HochschullehrerWilhelm Salber (1928–2016)

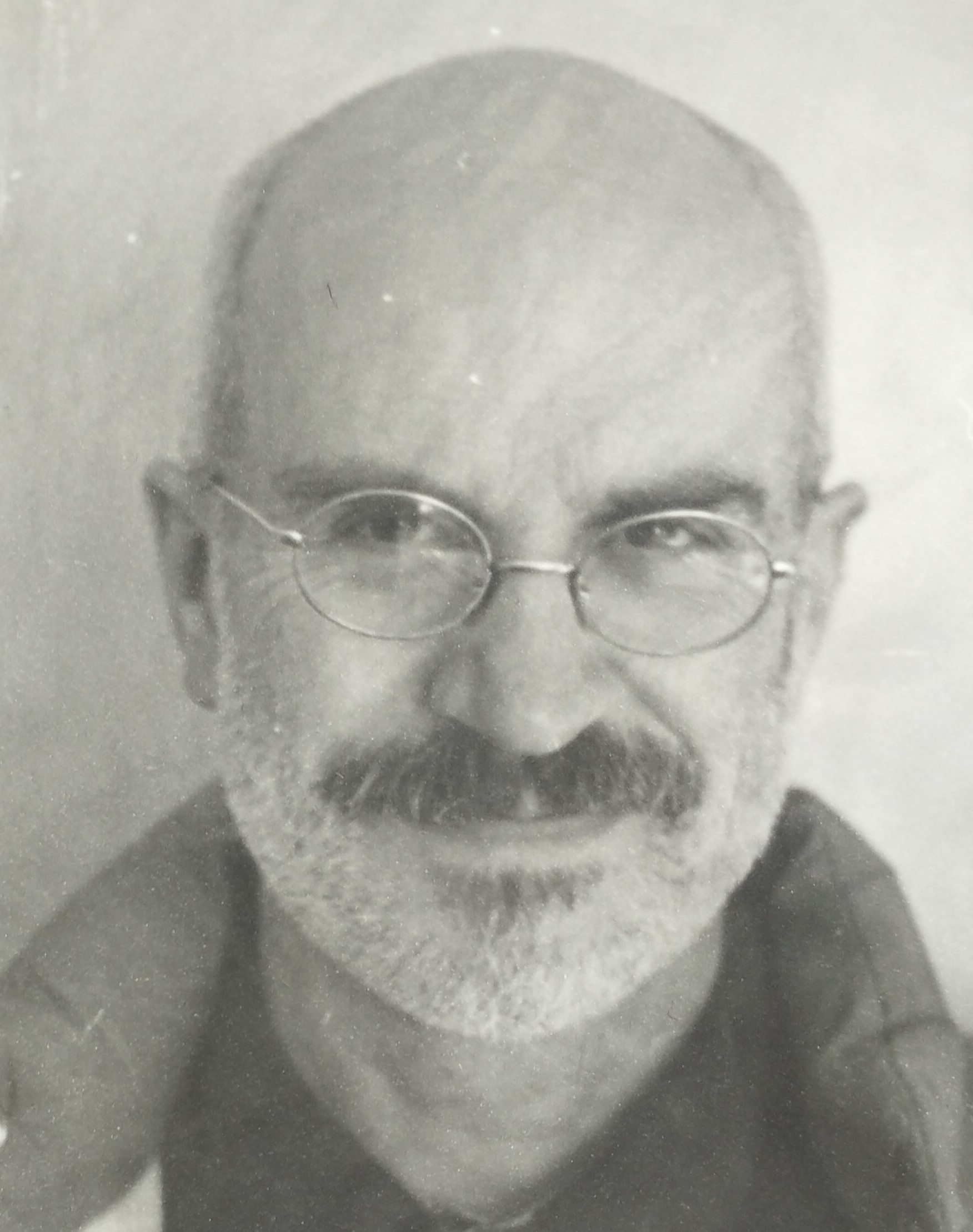
Wilhelm Salber (1928–2016)

- Salberg, Ilse (1901–1947), deutsche Unternehmerin, Fotografin und Mäzenatin
- Salbert, Dieter (1932–2006), deutscher Komponist
- Salbert, Ferenc (* 1960), französisch-ungarischer Stabhochspringer

### Salbi
- Salbi, Zainab (* 1969), irakisch-US-amerikanische Frauenrechtsaktivistin und Medienschaffende

### Salbu
- Salburg, Edith von (1868–1942), österreichische Schriftstellerin
- Salburg, Franz Ludwig von (1689–1758), österreichischer Adeliger und General-Kriegskommissär
- Salburg, Rudolf Ferdinand von (1732–1806), österreichischer Adeliger und Generalmajor